# یوشیکی ساکورای
یوشیکی ساکورای (انگلیسی: Yoshiki Sakurai؛ زادهٔ ۹ ژوئن ۱۹۷۷) فیلم‌نامه‌نویس اهل ژاپن است.